# Barnesville (Maryland)
Barnesville es un pueblo ubicado en el condado de Montgomery en el estado estadounidense de Maryland. En el año 2010 tenía una población de 172 habitantes y una densidad poblacional de 132,31 personas por km².

## Geografía
Barnesville se encuentra ubicado en las coordenadas 39°13′19″N 77°22′40″O / 39.22194, -77.37778.

## Demografía
Según la Oficina del Censo en 2000 los ingresos medios por hogar en la localidad eran de $78,791 y los ingresos medios por familia eran $79.581. Los hombres tenían unos ingresos medios de $52.188 frente a los $50.625 para las mujeres. La renta per cápita para la localidad era de $38.001. Alrededor del 0,0% de la población estaba por debajo del umbral de pobreza.